# Commission des opérations de bourse
Pour les articles homonymes, voir COB.
La Commission des opérations de bourse (COB) était un organisme français, créé en 1967 pour formuler des avis ou prendre des décisions concernant certaines questions de Bourse (notamment l'admission des valeurs à la cote officielle).
La COB a été fusionnée en 2003 avec le Conseil des marchés financiers pour former l'Autorité des marchés financiers.

## Présidents
- André Postel-Vinay : 1973-1974
- Jean Donnedieu de Vabres : 1974-1980
- Bernard Tricot : 1980-1984
- Yves Le Portz : 1984-1988
- Jean Farge : 1988-1989
- Jean Saint-Geours : 1989-1995
- Michel Prada : 1995-2003 (puis président de l'AMF)